# بيتر شولتسه
بيتر شولتسه (بالألمانية: Peter Scholze) من مواليد 11 كانون الأول/ديسمبر 1987، هو رياضياتي ألماني معروف بعمله في مجال الهندسة الجبرية، وهو أستاذ في جامعة بون ومدير في معهد ماكس بلانك للرياضيات ويُعد اليوم واحدًا من أبرز علماء الرياضيات في العالم.

## النشأة والتعليم
ولد بيتر شولز في درسدن لكنه نشأ في برلين. حضر جامعة هنريخ هيرتز في برلين وتعلق بالرياضيات حينها حيث أسّس لنفسه صالة خاصة به ليدرس فيها كل ما يتعلق بمجال دراسته. خلال الفترة التي قضاها كطالب في الجامعة؛ شارك بيتر في أولمبياد الرياضيات الدولي وحاز على ثلاث ميداليات ذهبية وميدالية فضية واحدة.
حصل على الدكتوراه من جامعة بون في عام 2012 تحت إشراف مايكل رابوبورت، كما نَال درجة البكالوريوس في ثلاث فصول فضلا عن درجة ماجستير وشهادتين جامعيتين أخرايتين.

## العمل
ركز شولز في عمله وبحوثه على جوانب الحساب والهندسة مثل موضوع الهندسة وتطبيقاتها، كما تمكن من إعادة صياغة بعض النظريات بشكل أكثر إحكاما خاصة نظريات كل من غيرد فالتينغز، جان-مارك فونتين وكيران كيدلايا. ناقش موضوع المساحات في أطروحة الدكتوراه الخاصة به؛ والتي أشرف عليها البروفسور البلجيكي بيار ديلين.
أصبح بحلول عام 2012 مُحاضرًا في جامعة بون وبعد وقت قصير من الانتهاء من الدكتوراه أصبح أصغر أستاذ في ألمانيا (في سن الـ 24). في خريف 2014 تم تعيين بيتر شولز كمستشار أستاذٍ في جامعة كاليفورنيا ببيركلي حيث كان يتخصص في دراسة الهندسة. في عام 2018؛ عُين بيتر في منصب مدير معهد ماكس بلانك للرياضيات.

## الجوائز
من يوليو 2011 حتى عام 2016؛ شغل شولز منصب زميل باحث في معهد كلاي للرياضيات، وفي عام 2012 حصل على الجائزة الكبرى كور بيكوت (بالفرنسية: Cours Peccot). كما نال عام 2013 جائزة ساسترا رامانوجان (بالإنجليزية: SASTRA Ramanujan). في عام 2015؛ نال بيتر جائزة فرانك نيلسون كول في الجبر،  كما حصل على جائزة أوستروفسكي.
تلقى جائزة فيرما عام 2015 من معهد الرياضيات في تولوز، ثم حصل على جائزة ليبنز (بالألمانية: Leibniz) عام 2016 من مؤسسة البحوث الألمانية. في نفس العام؛ رفض بيتر شولز جائزة آفاق جديدة في الرياضيات التي تبلغ قيمتها 100,000 دولار.
حصل على ميدالية فيلدز في عام 2018،  وذلك بسبب عمله وبحوثه المتواصلة في فرع الهندسة الجبرية.

## روابط خارجية
- بيتر شولتسه على موقع مونزينجر (الألمانية)